# Hizaki Grace Project
Hizaki Grace Project è una band visual kei fondata dal chitarrista giapponese Hizaki.

## Storia
Il progetto nasce nel 2004, dopo lo scioglimento della precedente band in cui militava Hizaki, gli Schwardix Marvally. Inizialmente il nome della band era semplicemente "Hizaki", al quale venne aggiunto "Grace Project" solo nel 2006. Fino ad allora infatti Hizaki è stato l'unico componente ufficiale del gruppo, e ingaggiava per i lavori discografici cantanti e batteristi turnisti (egli si occupava anche delle parti di basso e tastiere).
Dalla fine del 2006 la formazione comprende il bassista Yuu, il cantante Juka, il chitarrista Teru e il batterista Bikei. Con questa formazione verranno registrati tutti i lavori da Dignity of crest in poi.
Nel 2007 Hizaki, Yuu e Teru entrano a far parte dei Versailles - Philharmonic Quintet -. Il progetto rimane così in sospeso a tempo indeterminato.
Il 9 agosto 2009 muore il bassista Jasmine You dopo un periodo di malattia.

## Formazione
- Juka - voce
- Hizaki - chitarra solista, tastiere
- Teru - chitarra ritmica
- Bikei (a.k.a. Mikage) - batteria
- Yuu (a.k.a. Jasmine You) - basso †

* Nota: ultima formazione, prima della sospensione del progetto

### Ex componenti
- Fu-ki - voce
- Masaki - voce
- Maaya - voce
- Yoshi - voce
- Seiji - voce
- Hikaru - voce
- Kai - batteria

## Discografia

### Album
- 2007 - Dignity of crest
- 2007 - Ruined kingdom

#### Mini album
- 2004 - Maiden Ritual
- 2004 - Dance with grace
- 2007 - curse of virgo

### Split
- 2006 - -unique- (insieme a +ISOLATION)

### Raccolte
- 2005 - Grace Special Package I

### DVD
- 2006 - Monsho